# Giuse Nguyễn Hữu Triết

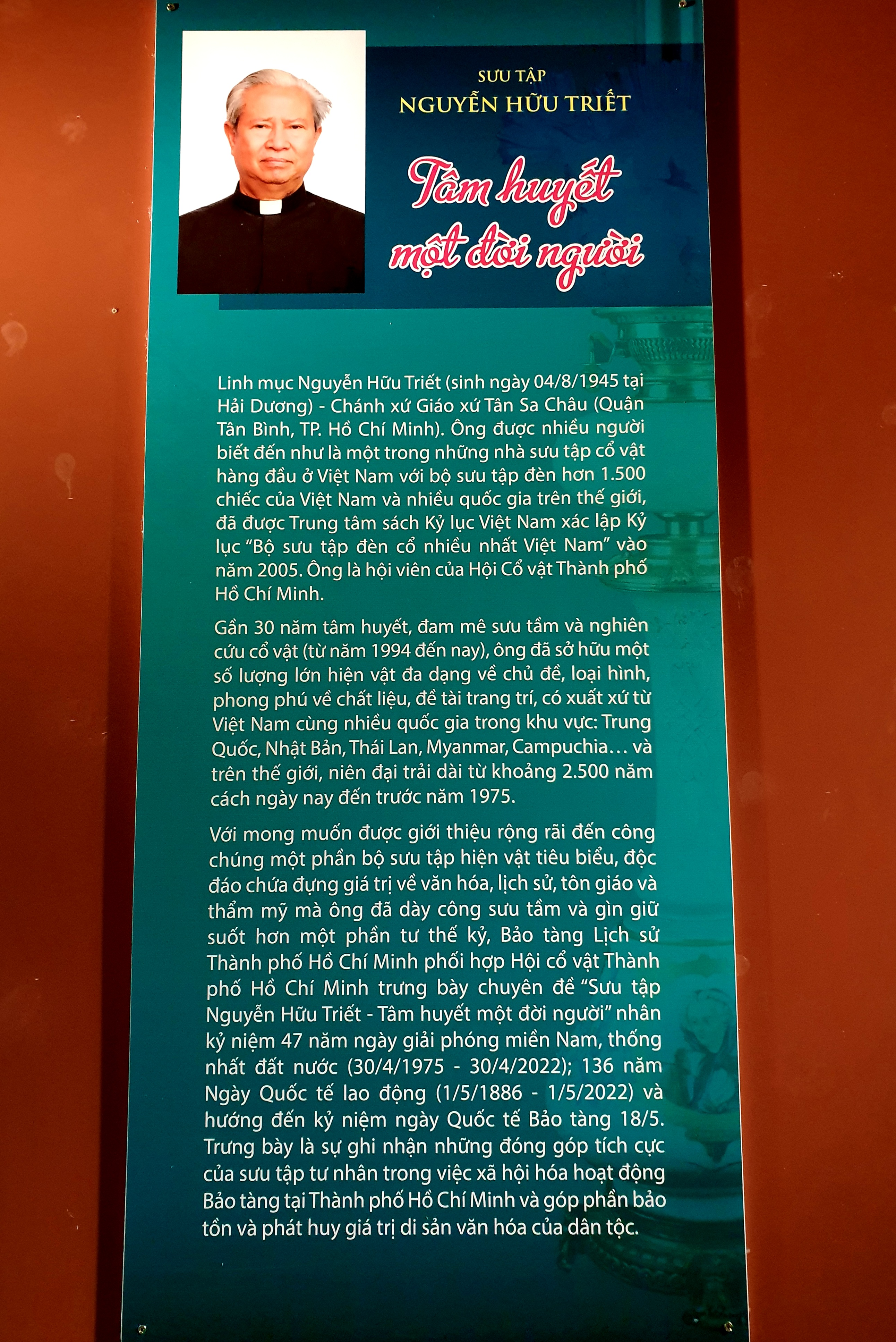
Giới thiệu về nhà sưu tập Nguyễn Hữu Triết tại Bảo tàng Lịch sử Thành phố Hồ Chí Minh (trong khuôn viên Thảo Cầm Viên Sài Gòn)

Giuse Nguyễn Hữu Triết (5 tháng 8 năm 1942 – 14 tháng 6 năm 2022) là một linh mục Công giáo người Việt. Ông là nhạc sĩ Công giáo, chuyên viết sách về các đề tài Công giáo và nguyên là Trưởng ban mục vụ Văn hóa của Tổng Giáo phận Sài Gòn. Tuy nhiên, ông được nhiều người biết đến vì là một trong những nhà sưu tập đồ cổ hàng đầu tại Việt Nam.

## Thân thế
Ông sinh ngày 5 tháng 8 năm 1942 trong một gia đình Công giáo tại làng Ngọc Lý, xã Ngọc Kỳ, huyện Tứ Kỳ, tỉnh Hải Dương, thuộc giáo xứ Ngọc Lý, giáo hạt Kẻ Sặt, giáo phận Hải Phòng. Cha ông là một thầy đồ, vừa dạy học vừa bốc thuốc ở làng. Nhà nghèo, tuy nhiên cha rất trân trọng và giữ gìn hai hiện vật cổ là bộ ấm chén men lam và chiếc điếu bát đời Đạo Quang (Trung Quốc). Điều này đã ảnh hưởng đến ý thức về giá trị những món đồ cổ và niềm đam mê sưu tập cổ vật của ông về sau này.
Năm 1954, ông theo gia đình di cư vào Nam. Năm 1958, ông theo học tại Tiểu Chủng viện Sài Gòn. Ngày 28 tháng 04 năm 1972, ông thụ phong chức linh mục và được phân công mục vụ tại giáo xứ Gia Định. Từ năm 1993 đến năm 2022, ông được bổ nhiệm giữ vai trò linh mục chánh xứ giáo xứ Tân Sa Châu (Tân Bình, TP.HCM).
Ông qua đời lúc 16 giờ 50, ngày 14 tháng 6 năm 2022 tại Giáo xứ Tân Sa Châu, Tổng giáo phận Thành phố Hồ Chí Minh do bệnh Ung thư và tuổi già sức yếu. Hưởng thọ 80 tuổi với 50 năm làm linh mục. Lễ an táng của linh mục Nguyễn Hữu Triết được cử hành ngày 17 tháng 06 năm 2022 tại nhà thờ Tân Sa Châu. Linh mục Triết, sau đó được hoả táng tại Bình Hưng Hoà.

## Nhà sưu tầm
Từ thuở nhỏ Nguyễn Hữu Triết đã chịu ảnh hưởng của cha mình về việc đam mê sưu tầm cổ vật. Tuy nhiên, việc sưu tập có hệ thống của ông chỉ có thể thực hiện được từ năm 1992. Chỉ trong thời gian gần 20 năm, ông được xem là một trong những nhà sưu tập cổ vật hàng đầu ở Việt Nam với:
- Bộ sưu tập đèn cổ lớn nhất Việt Nam, đa dạng về chủng loại, kiểu dáng, thẩm mỹ, xuất xứ và niên đại.[2]
- Bộ sưu tập về lục lạc cổ.
- Bộ sưu tập các sách cổ.
- Bộ sưu tập các hiện vật liên quan đến Truyện Kiều.[5]
- Bộ sưu tập cân và quả cân.[6]
- Bộ sưu tập lư hương, bát nhang.[6]
- Bộ sưu tập dụng cụ ăn trầu.[6]

Linh mục Triết từng là cố vấn của Câu lạc bộ sách cổ và Câu lạc bộ sưu tầm cổ vật Việt Nam. Rất nhiều hiện vật sưu tầm của ông được trưng bày triển lãm và được trao giải thưởng về sưu tầm hiện vật quý hiếm, điển hình là hai đợt triển lãm mang tên "Ánh sáng muôn dân" (năm 2017) và "Tâm huyết một đời người" (năm 2022).
... Bộ sưu tập của linh mục Nguyễn Hữu Triết về Kiều ngoài những bản Nôm ra còn: 170 bản Kiều bằng tiếng Việt, Hán, Anh, Pháp, Hàn, Đức, Rumani... 700 đầu sách nghiên cứu về Kiều; 700 bài báo, tạp chí có thông tin hay bài viết về Kiều; 31 bức tranh của các họa sĩ Nguyễn Tư Nghiêm, Kiều Trí, Nguyễn Thành Long... vẽ Kiều; 14 bức thư pháp có nội dung về đèn rút ra từ truyện Kiều do nhà thư pháp Giang Phong thực hiện; ngoài ra còn có những hiện vật gốm sứ và thẻ ngà liên quan đến Kiều và đại thi hào Nguyễn Du.. -Trích Báo điện tử Thừa Thiên Huế.

Năm 2005, linh mục Nguyễn Hữu Triết được Trung tâm Sách Kỷ lục Việt Nam xác lập kỷ lục là người sở hữu “bộ sưu tập đèn cổ nhiều nhất Việt Nam”.

## Tác phẩm

### Đề tài Công giáo
- Thần học giáo dân.(Đồng tác giả)
- Hương Thánh Kinh, Nhà xuất bản Hồng Đức, năm 2020.[10]

### Nhạc sĩ Công giáo
Linh mục Giuse Nguyễn Hữu Triết sáng tác với bút danh: Nguyên Hữu, Nguyên Lý 
- Kinh đêm.
- Bên tháp giáo đường.
- Bộ lễ theo sách lễ Roma.
- Tập sách kinh chiều chủ nhật cho giáo dân.

## Đánh giá
- | “                                                                  | Một con người bình dị, đôn hậu, nhân ái, luôn nhiệt thành trong công tác xã hội. Linh mục Triết luôn say mê, trân trọng với di sản văn hóa dân tộc qua việc sưu tầm các di vật của tiền nhân: sách, tư liệu văn bản xưa, đồ cổ nhiều chất liệu. Ông cũng là một trong những người đóng góp cho sự ra đời của Hội Cổ vật TP.HCM và hiến tặng nhiều di vật, cổ vật cho các bảo tàng | ” |
| — Hoàng Anh Tuấn, Giám đốc Bảo tàng Lịch sử Thành phố Hồ Chí Minh. | |   |

## Thư viện ảnh
Một phần trong bộ sưu tập của Linh mục Nguyễn Hữu Triết

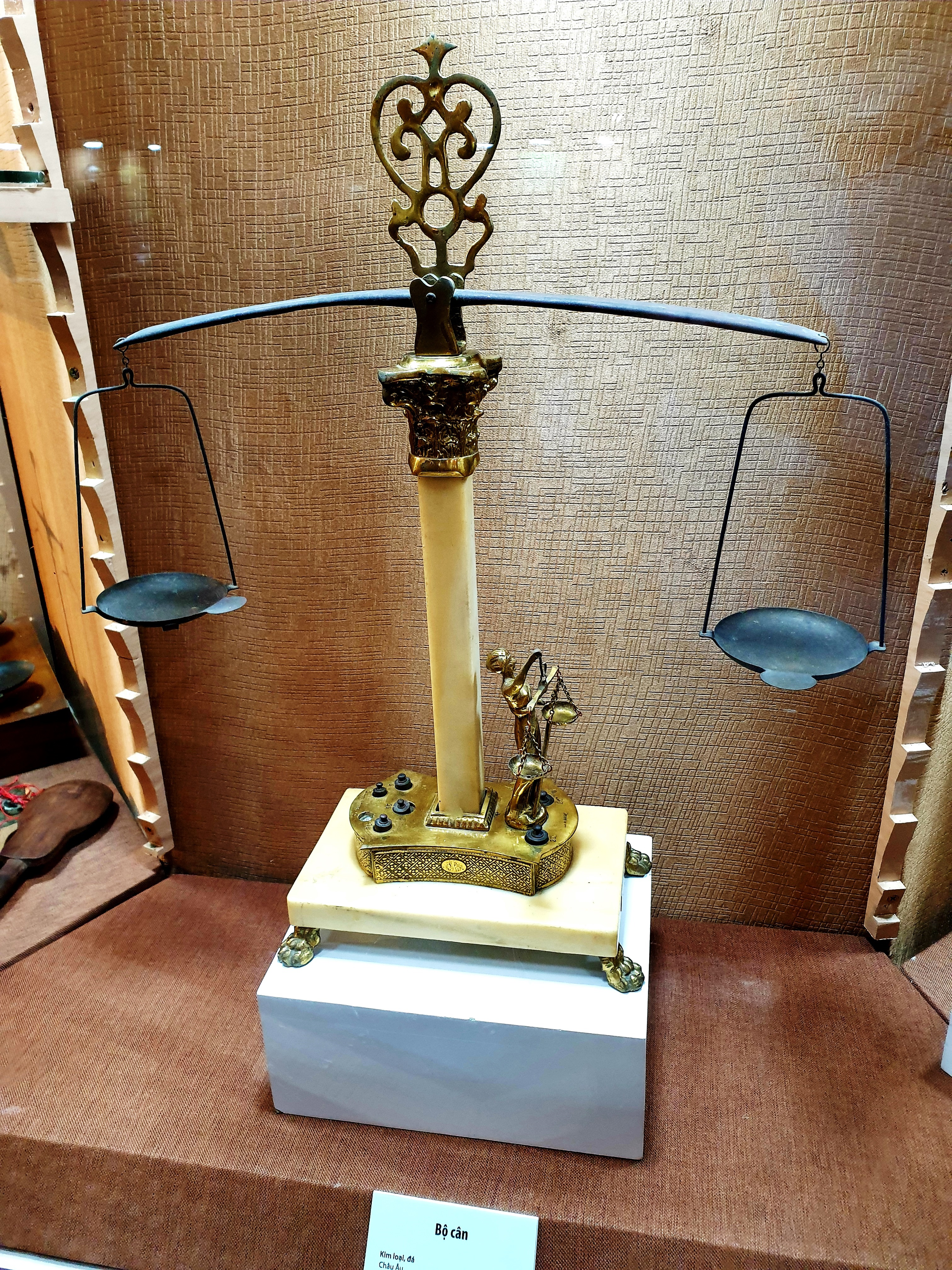
Bộ cân kiểu châu Âu, kim loại, gốm sứ.
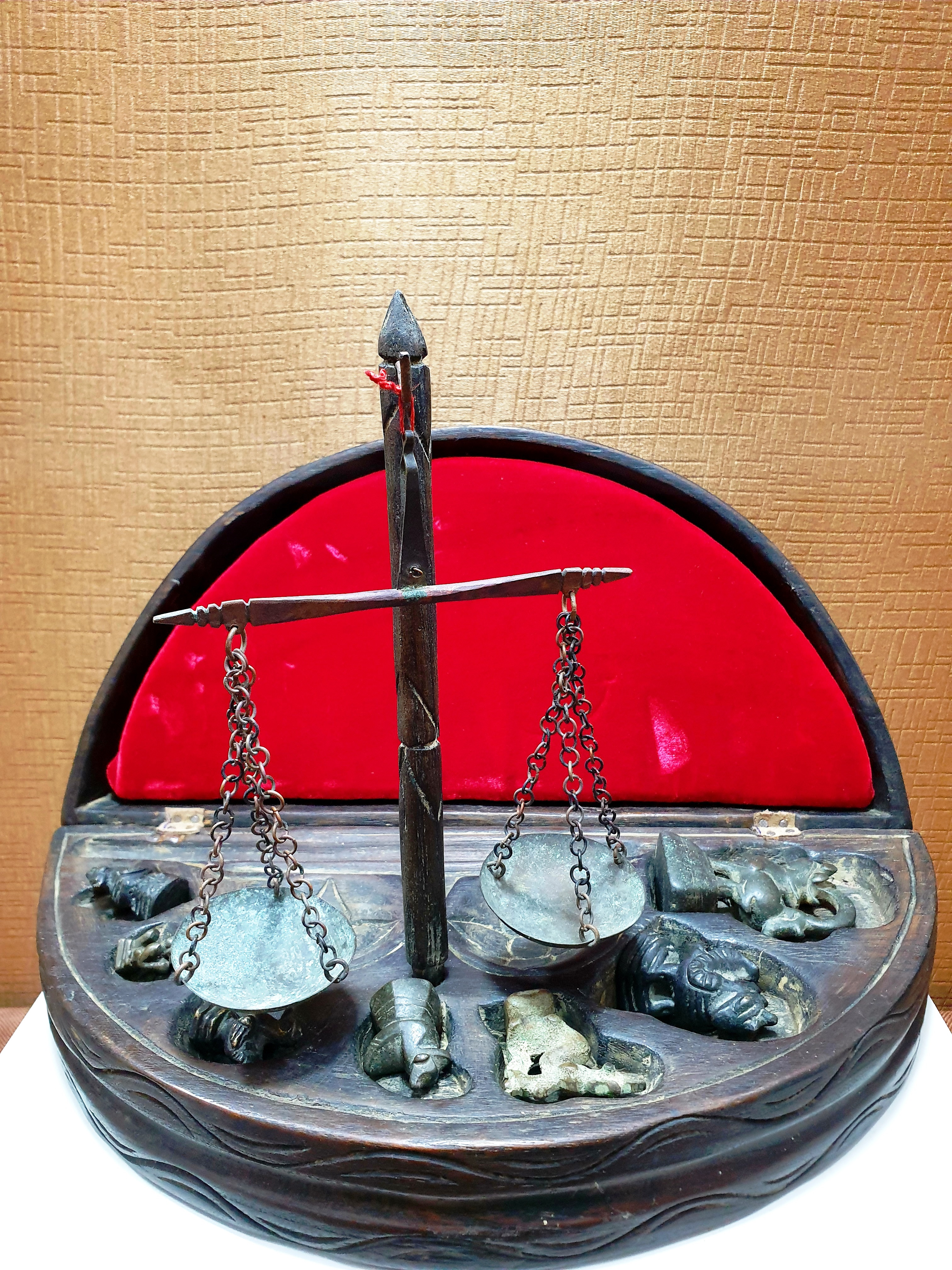
Bộ cân.
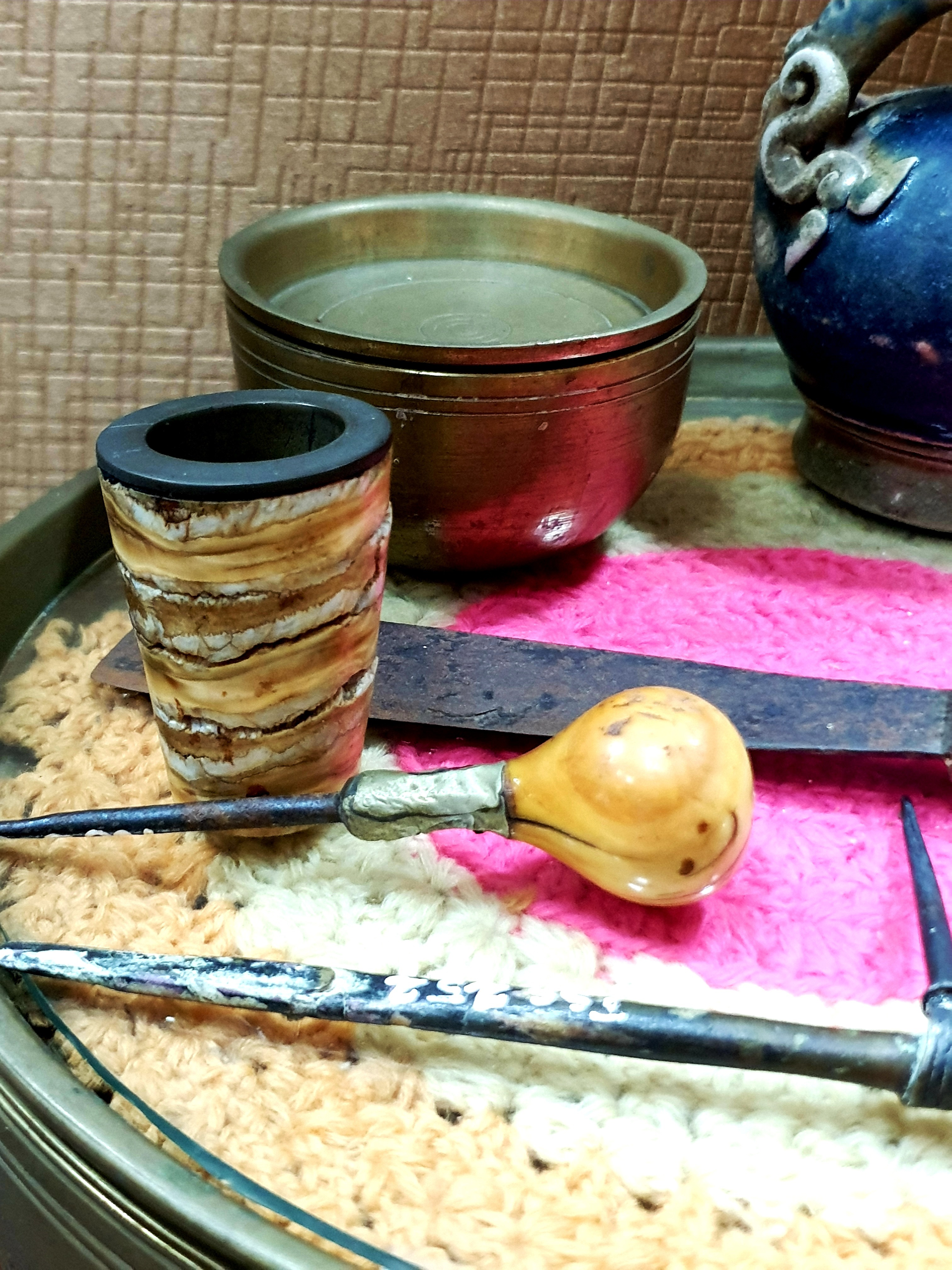
Dụng cụ ăn trầu.
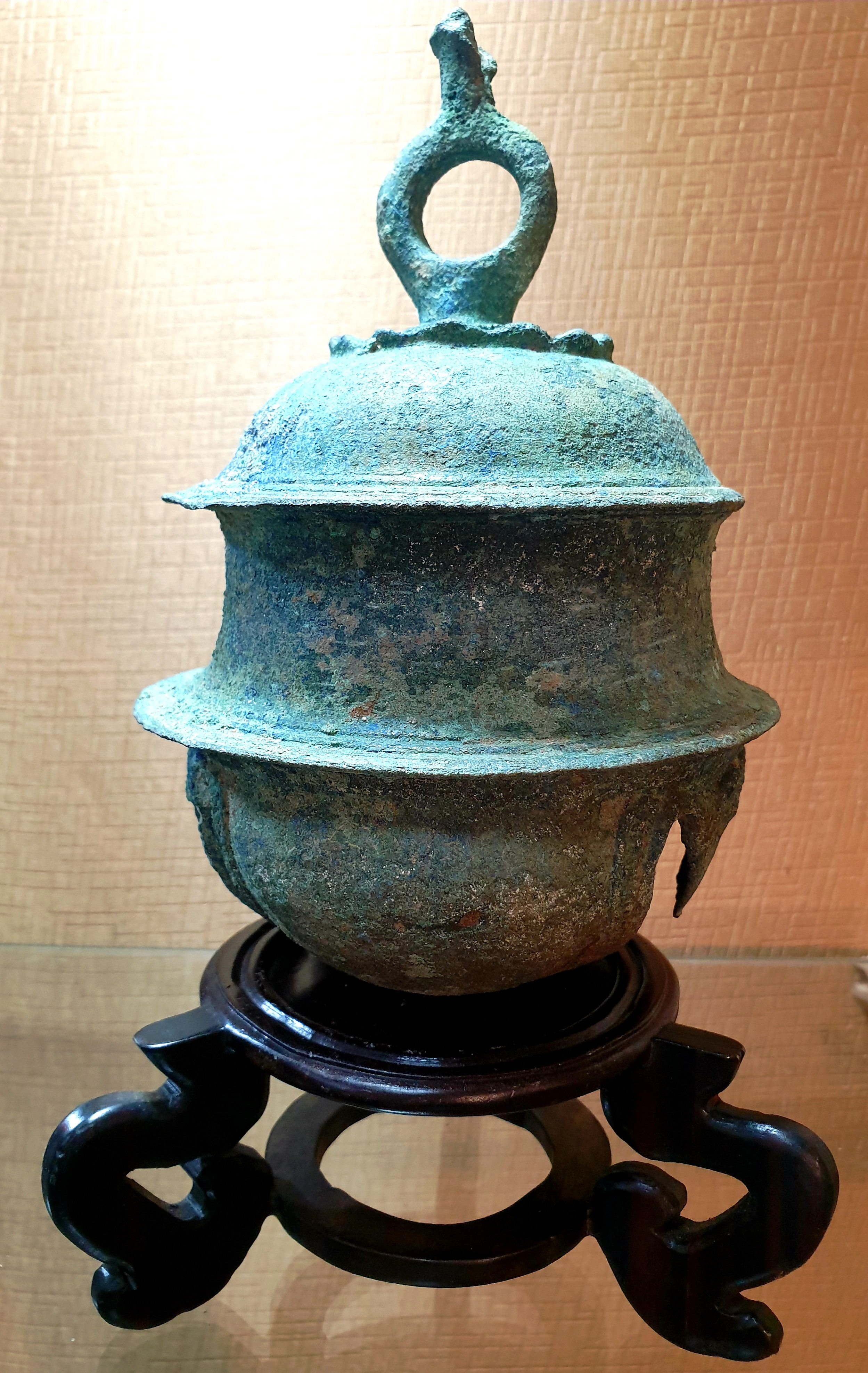
Lục lạc, Chăm pa.
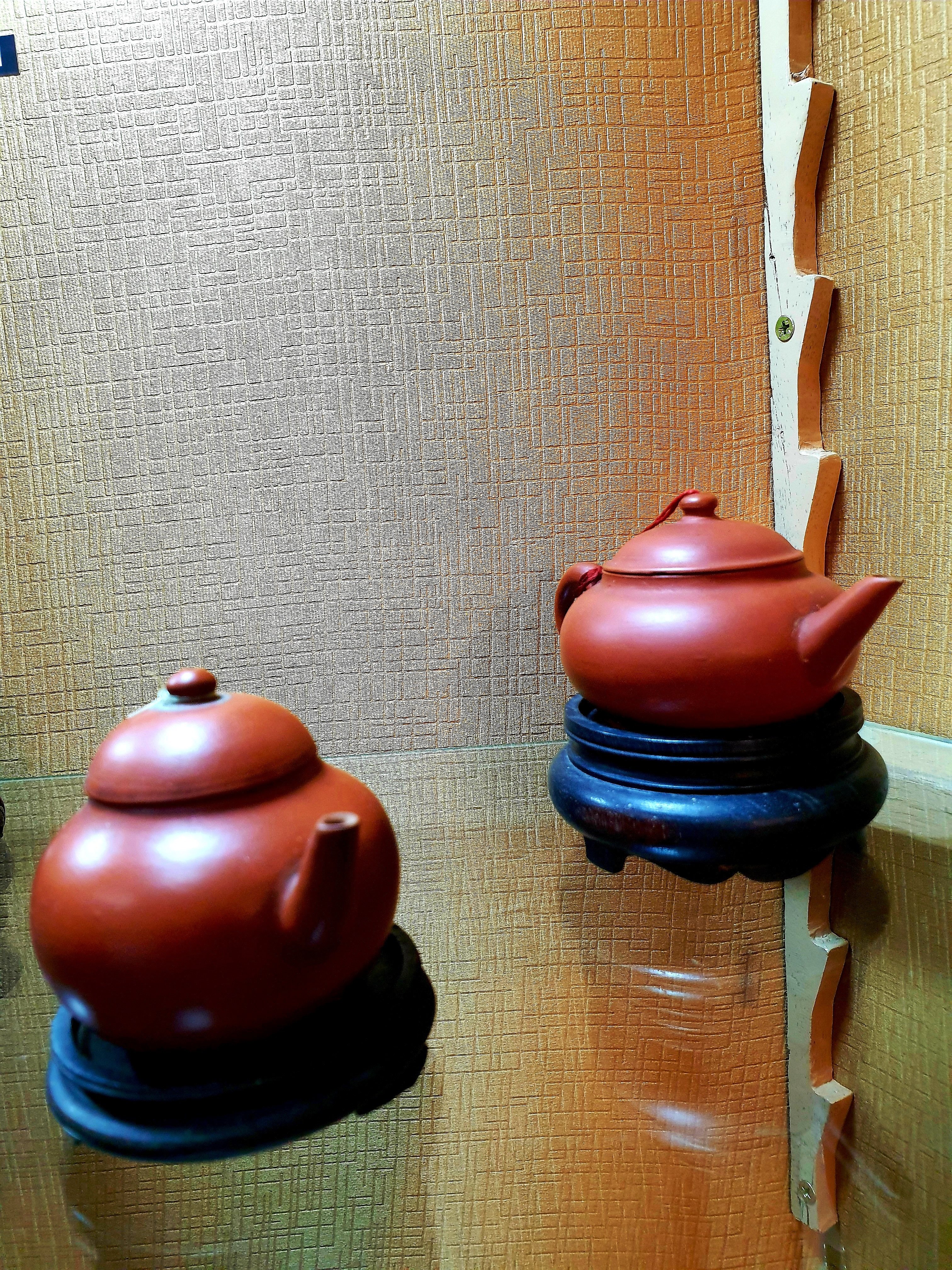
Đồ gốm sứ, ấm tử sa, màu nâu đỏ.